# United States Securities and Exchange Commission
United States Securities and Exchange Commission (skrótowiec: SEC), Amerykańska Komisja Papierów Wartościowych i Giełd, dosłownie Komisja Papierów Wartościowych i Giełd Stanów Zjednoczonych – amerykańska niezależna agencja państwowa, której obowiązkiem jest sprawowanie nadzoru nad przestrzeganiem federalnego prawa obrotu papierami wartościowymi oraz regulowanie i kontrolowanie rynku papierów wartościowych w Stanach Zjednoczonych. 
Została powołana w 1934, w następstwie załamania na giełdzie w 1929 i trwającego wielkiego kryzysu. W skład komisji wchodzi pięciu członków wyznaczanych przez prezydenta Stanów Zjednoczonych za zgodą Senatu.